# The Tiger's Shadow
The Tiger's Shadow é um seriado estadunidense de 1928, gênero drama, dirigido por Spencer Gordon Bennet, em 10 capítulos, estrelado por Gladys McConnell e Hugh Allan. Produzido e distribuído pela Pathé Exchange, veiculou nos cinemas estadunidenses entre 23 de dezembro de 1928 e 24 de fevereiro de 1929.
Existem cópias incompletas no UCLA Film and Television Archive (John Hampton film collection).

## Elenco
- Gladys McConnell - Jane Barstow
- Hugh Allan - Larry Trent
- Frank Lackteen - Dr. Sandro
- Edward Cecil - Slayton
- Harry Semels - Hawks
- Broderick O'Farrell - Amos Crain
- Henry Hebert - Andre Blane
- Paul Weigel - Martin Meeker
- F.F. Guenste - Briggs, the Butler
- John Webb Dillon - Ladd
- Floyd Ames - Marks
- Bruce Gordon - Bennie
- Jean Porter - Flora
- Richard Cramer - RoughHouse Rowan
- George Kern - Boss Collins
- Blackie Whiteford – McCord
- Walter Miller[2]

## Capítulos
1. The Storm Breaks
2. The Tiger's Mark
3. The Secret Mission
4. The Danger Trail
5. The Gas Chamber
6. Behind the Clock
7. The Tiger's Claw
8. Prisoners in the Sky
9. A Desperate Chance
10. The Sky Clears

Fonte: 